# Wybory parlamentarne w Kiribati w latach 2015–2016
Wybory parlamentarne w Kiribati w latach 2015–2016 – wybory parlamentarne, które odbyły się w Kiribati 30 grudnia 2015 i 7 stycznia 2016 roku. Wybranych zostało 44 członków Maneaba ni Maungatabu w 23 okręgach jednomandatowych i wielomandatowych oraz w dwóch turach. Dodatkowo 1 członek parlamentu jest wyznaczany przez społeczność Banaby i prokurator generalny jest parlamentarzystą z urzędu. Ponieważ jednak prokurator zdecydował się kandydować w wyborach, ustawowa liczba członków parlamentu wynosi 45.

## Wynik
Wybrano 19 członków nowego parlamentu w pierwszej turze i 25 w drugiej turze.
W tych wyborach miejsce stracili m.in.: minister ekonomii Tom Murdoch, minister pracy Martin Moretti, minister środowiska Tiarite Kwong, były prezydent Teatao Teannaki, a także urzędujący prezydent Kiribati Anote Tong. Dwóm innym byłym prezydentom udało się utrzymać miejsce w parlamencie, byli to: Ieremia Tabai i Teburoro Tito. 22 wybrane osoby nie miały dniu wyborów stażu parlamentarnego.
Partia Pillars of Truth ponownie wygrała wybory, zdobywając tym razem 26 miejsc w parlamencie, czyli o 11 więcej niż poprzednio. Drugą siłą w parlamencie została Tobwaan Kiribati Party z 19 miejscami. TKP powstało w wyniku połączenia Tito's Karikirakean Te I-Kiribati i Miaurin Kiribati Parti, które w poprzednich wyborach zdobyły kolejno 10 i 3 miejsca.